# Suwon Samsung Bluewings
Der Suwon Samsung Bluewings ist ein Fußballfranchise aus der südkoreanischen Stadt Suwon. Aktuell spielt die Mannschaft in der K League 1, der höchsten Spielklasse Südkoreas.

## Geschichte

### 1995 bis 2004: Entstehung / Ära Kim Ho
Suwon Samsung Bluewings wurde im Dezember 1995 gegründet und trat 1996 der K League bei. Zu diesem Zeitpunkt waren die Bluewings einer von neun Klubs in der koreanischen Profiliga. Erster Trainer des Franchises war Kim Ho. Zur Hinrunde der ersten Spielzeit belegte die Mannschaft Platz drei hinter Ulsan Hyundai Horangi und Pohang Atoms. In der Rückrunde verlor das Team von Kim Ho nur ein Spiel und sicherte sich damit die Zweit-Runden-Meisterschaft 1996 und qualifizierte sich für das Meisterschaftsspiel gegen den Erst-Runden-Meister Ulsan Hyundai Horangi. Nachdem die Bluewings die Hinpartie durch einen Treffer von Cho Hyun-doo mit 1:0 gewinnen konnte, verloren sie im Rückspiel am 16. November 1996 mit 1:3 und wurde damit nur Vize-Meister. Im gleichen Jahr zog der Klub in das Pokalfinale ein. Nach regulärer Spielzeit und Verlängerung stand es gegen die Pohang Atoms 0:0, schlussendlich verlor Suwon mit 6:7 nach Elfmeterschießen. Zum Folgejahr veränderte sich der Ligamodus und der Ligatitel wurde in einem Kalenderjahr ohne Play-off-Spiele ausgetragen. Die Bluewings belegten Rang fünf von zehn Teams.
Ab 1998 begann die große Ära der Bluewings. So gewann das Team von 1998 bis 2002 zwei nationale Meistertitel, den Pokal und sogar zweimal in Folge die AFC Champions League. Beim ersten Meisterschaftsgewinn 1998 setzte man sich knapp gegenüber Vize-Meister Ulsan Hyundai FC durch. Durch diesen Erfolg waren die Bluewings berechtigt, an der Asian Club Championship 1999/00 teilzunehmen. Dort stieß die Mannschaft bis ins Halbfinale vor, wo sie gegen den späteren Titelgewinner Al-Hilal aus Saudi-Arabien verlor. Im gleichen Jahr verteidigte die Mannschaft die Meisterschaft mit zwölf Punkten Vorsprung auf den zweiten Bucheon SK.
Bei der Asian Club Championship 2000/01 gelang dem Ho-Team durch Siege über Hurriyya SC, Zweitplatzierung in der Gruppenphase mit den Mannschaften Júbilo Iwata, Shandong Luneng Taishan und PSM Makassar sowie einem anschließenden Halbfinalerfolg gegen Persepolis Teheran, der Einzug ins Endspiel um den höchsten asiatischen Fußballwettbewerb. Dort trafen die Bluewings erneut auf Júbilo Iwata aus Japan, gegen den sie in der Gruppenphase mit 0:3 die einzige Niederlage einstecken mussten. Die Finalpartie wurde am 26. März 2001 im heimischen Suwon-World-Cup-Stadion ausgetragen. Bereits zur 15. Minute traf der Brasilianer Sandro zur Führung. Sein Treffer reichte dann auch zum 1:0-Erfolg der Koreaner. Auch in der Liga wusste Bluewings-Stürmer Sandro zu überzeugen und wurde 2001 mit 13 Treffern Torschützenkönig der K League. Sein Kollege im Angriff Seo Jung-won erzielte 11 Tore und landete auf Platz zwei der besten Ligaschützen. Die Tore der beiden Stürmer reichten aber nicht, um K-League-Platz eins zu verteidigen, sodass der Klub sich mit Rang drei begnügen musste.
Als Titelverteidiger ging Suwon in die Asian Club Championship 2001/02 und erreichte erneut das Finalspiel, wo mit Anyang LG Cheetahs ein Konkurrenten aus dem Heimatland gegenüberstand. Nach 0:0 und Verlängerung musste das Elfmeterschießen entscheiden. Hier setzten sich die Suwon-Kicker mit 4:2 durch.

### 2004 bis 2010: Ära Cha Bum-kun

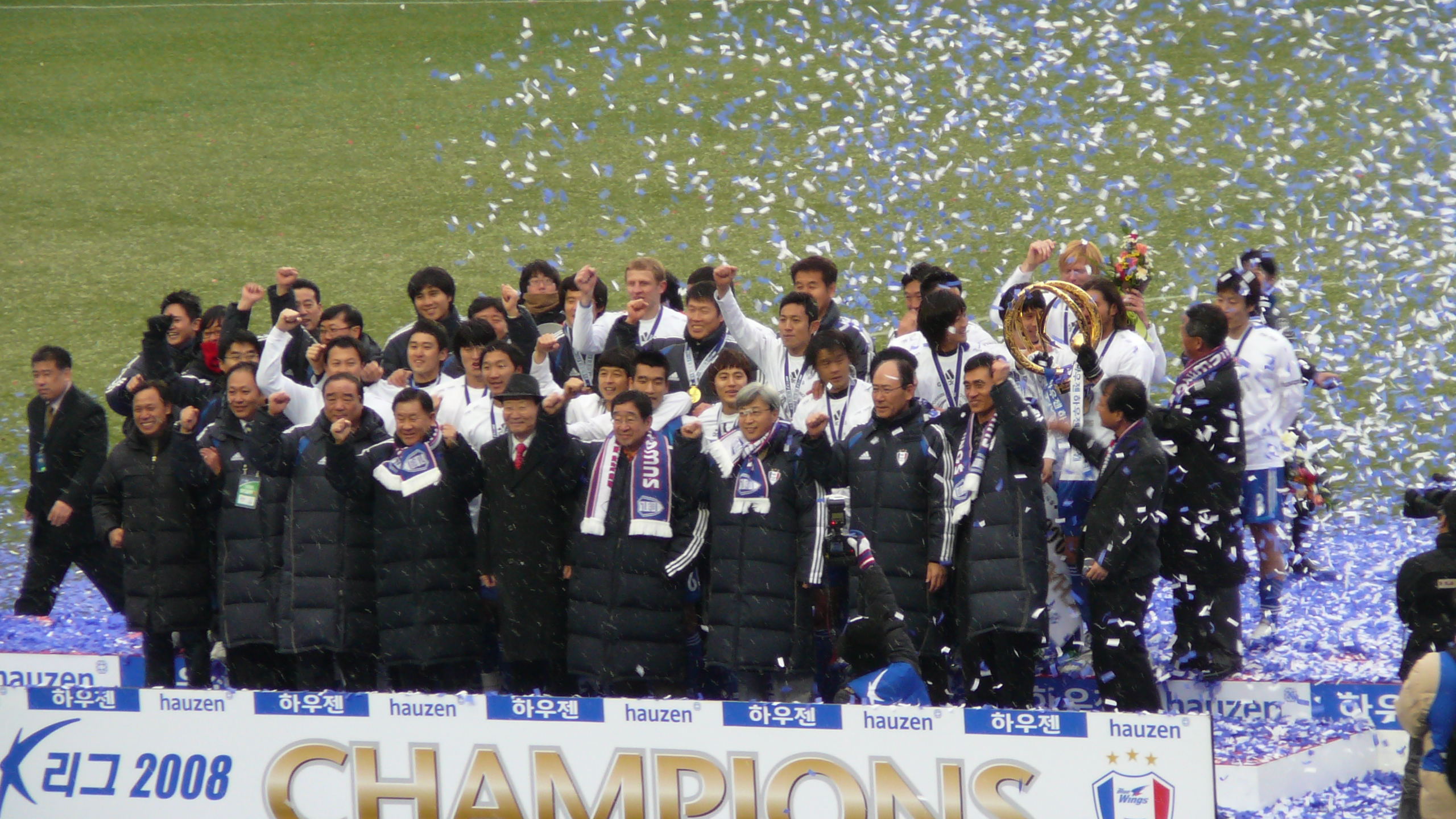
Meisterfeier 2008

Auf Trainer Kim Ho folgte Anfang 2004 der ehemalige Bundesligaprofi Cha Bum-kun, der gleich in seinem ersten Jahr der Verantwortung den Meistertitel errang. Cha war bis Mai 2010 Trainer des Vereins und konnte 2008 den Triumph von 2004 wiederholen. Bevor Cha abtrat, konnte der Klub 2009 noch die Pan-Pacific Championship gewinnen. An dieser nahmen neben den Bluewings auch der chinesische Klub Shandong Luneng Taishan, der japanische Verein Ōita Trinita und der US-amerikanische Klub Los Angeles Galaxy teil. Aus diesem Wettbewerb gingen die Suwon-Spieler als Sieger heraus, nachdem sie im Halbfinale Shandong Luneng Taishan 1:0 und im Endspiel Los Angeles mit 5:2 nach Elfmeterschießen bezwangen. Den einzigen Treffer für Suwon in der regulären Spielzeit im Turnierverlauf erzielte Cho Yong-tae.

### 2010 bis heute: Aktuelle Entwicklung
Von 2010 bis 2012 war Yoon Sung-hyo Trainer der Suwon Samsung Bluewings. Er übernahm die Mannschaft, nachdem Cha Bum-kun am 6. Juni 2010 sein Amt als Cheftrainer niederlegte. Yoon betreute die Mannschaft bereits als Co-Trainer von Kim Ho zwischen 2000 und 2003. Die Saison 2010 schloss er mit dem Team auf Platz sechs ab. Damit verpasste man knapp die Qualifikation zur Meisterschafts-Play-off-Phase. Zuvor führte er die Mannschaft noch aus dem Tabellenkeller, nachdem sie zwischenzeitlich auf Platz 15, dem letzten Rang, stand. Die Jugendmannschaft des Klubs, organisiert in der Maetan High School, wurde in diesem Jahr zur Nachwuchsmannschaft des Jahres gewählt.
Im Kampf um den nationalen Pokal verlief die Spielzeit besser. Yoon konnte sein Team ins Finale führen, wo dieses am 24. Oktober 2010 mit 1:0 gegen den Busan IPark FC gewann. Schütze des goldenen Tores war Yeom Ki-hun. Er war es auch der im Endspiel zum Spieler der Begegnung gewählt wurde. Durch diesen Erfolg schafft der Klub die Teilnahme an der AFC Champions League 2011. Seit 2013 ist Seo Jung-won Trainer.

## Stadion
Ihre Heimspiele trägt die Mannschaft im Suwon-World-Cup-Stadion aus. Es wurde für die Fußball-Weltmeisterschaft 2002 errichtet und hat eine Kapazität von 43.923 Zuschauern.

## Erfolge

### National
- K League Classic

Meister: 1998, 1999, 2004, 2008
Vizemeister: 1996, 2006, 2014, 2015
- Südkoreanischer Pokal

Sieger: 2002, 2009, 2010, 2016, 2019
Finalist: 1996, 2006
- Südkoreanischer Supercup

Sieger: 1999, 2000, 2005
- Südkoreanischer Ligapokal

Sieger: 1999, 2000, 2001, 2005, 2008

### Kontinental
- AFC Champions League

Sieger: 2001, 2002
- Asian Cup Winners Cup

Finalist: 1998
- Afroasiatischer Pokal

Sieger: 1986
- Pan-Pacific Championship

Sieger: 2009

## Spieler
Stand: Juli 2022
| Nr. |                         | Position | Name               |
| --- | ----------------------- | -------- | ------------------ |
| 3   | Korea Sud               | AB       | Yang Sang-min      |
| 4   | Niederlande             | AB       | Dave Bulthuis      |
| 5   | Japan                   | ST       | Manabu Saitō       |
| 6   | Korea Sud               | MF       | Han Seok-jong      |
| 7   | Danemark                | ST       | Sebastian Grønning |
| 8   | Bosnien und Herzegowina | MF       | Elvis Sarić        |
| 9   | Korea Sud               | ST       | Kim Gun-hee        |
| 10  | Korea Sud               | MF       | Jeong Seung-won    |
| 11  | Korea Sud               | AB       | Kim Tae-hwan       |
| 12  | Korea Sud               | ST       | Kang Hyun-muk      |
| 13  | Korea Sud               | AB       | Park Hyung-jin     |
| 14  | Korea Sud               | ST       | Jeon Jin-woo       |
| 15  | Korea Sud               | AB       | Ko Myeong-seok     |
| 16  | Korea Sud               | ST       | You Ju-an          |
| 17  | Korea Sud               | MF       | Kang Tae-won       |
| 18  | Korea Sud               | ST       | Oh Hyeon-gyu       |
| 19  | Korea Sud               | TW       | No Dong-geon       |
| 20  | Korea Sud               | AB       | Lee Han-do         |
| 21  | Korea Sud               | TW       | Yang Hyung-mo      |

| Nr. |           | Position | Name                             |
| --- | --------- | -------- | -------------------------------- |
| 22  | Korea Sud | AB       | Kim Sang-jun                     |
| 23  | Korea Sud | AB       | Lee Ki-je                        |
| 24  | Korea Sud | AB       | Shin Won-ho                      |
| 25  | Korea Sud | AB       | Choi Sung-geun                   |
| 26  | Korea Sud | MF       | Yeom Ki-hun                      |
| 30  | Korea Sud | ST       | Ryu Seung-woo                    |
| 31  | Korea Sud | TW       | Lee Sung-ju                      |
| 33  | Korea Sud | AB       | Park Dae-won                     |
| 34  | Korea Sud | TW       | Park Ji-min                      |
| 35  | Korea Sud | AB       | Jang Ho-ik                       |
| 36  | Korea Sud | MF       | Kang Hyun-muk                    |
| 39  | Korea Sud | AB       | Min Sang-gi (Mannschaftskapitän) |
| 40  | Korea Sud | MF       | Heo Dong-ho                      |
| 45  | Korea Sud | AB       | Hwang Myung-hyun                 |
| 47  | Korea Sud | AB       | Hwang In-taek                    |
| 77  | Korea Sud | ST       | Han Seok-hee                     |
| 88  | Korea Sud | MF       | Yu Je-ho                         |
| 90  | Korea Sud | AB       | Goo Dae-young                    |
| 99  | Korea Sud | ST       | Koo Min-seo                      |

### Ausgeliehene Spieler
| Nr. |           | Position | Name                                      |
| --- | --------- | -------- | ----------------------------------------- |
|     | Korea Sud | ST       | Kwon Chang-hoon (nach Gimcheon Sangmu FC) |
|     | Korea Sud | MF       | Ko Seung-beom (nach Gimcheon Sangmu FC)   |
|     | Korea Sud | MF       | Park Sang-hyeok (nach Gimcheon Sangmu FC) |
|     | Korea Sud | MF       | Lee Jong-sung (nach Seongnam FC)          |
|     | Korea Sud | ST       | Myung Jun-jae (nach Gimcheon Sangmu FC)   |
|     | Korea Sud | ST       | Han Seok-hee (nach Jeonnam Dragons)       |
|     | Korea Sud | AB       | Son Ho-jun (nach Jeonnam Dragons)         |
|     | Korea Sud | ST       | Han Seok-hee (nach Jeonnam Dragons)       |
|     | Korea Sud | MF       | Lee Kang-hee (nach Busan IPark)           |
|     | Korea Sud | TW       | An Chan-gi (nach Cheongju FC)             |
|     | Korea Sud | AB       | Yoon Seo-ho (nach FC Namdong)             |
|     | Korea Sud | ST       | Park Hee-jun (nach Dangjin Citizen FC)    |

## Ehemalige bekannte Spieler (Auswahl)
| Name des Spielers | Zeitraum             | Bemerkung |
| ----------------- | -------------------- | --- |
| Pavel Badea       | 1996–1997            | • ehemaliger rumänischer Nationalspieler                                                                                |
| Ahn Jung-hwan     | 2007                 | • in Europa u. a. für FC Metz und MSV Duisburg aktiv                                                                    |
| Edu               | 2007–2009            | • in Deutschland u. a. für VfL Bochum und FC Schalke 04 aktiv                                                           |
| Ko Jong-soo       | 1996–2004            | • ehemaliger südkoreanischer Nationalspieler • Fußballer des Jahres in Südkorea 1998                                    |
| Seo Jung-won      | 1999–2004            | • ehemaliger südkoreanischer Nationalspieler • in Europa u. a. für RC Strasbourg und Austria Salzburg und SV Ried aktiv |
| Gabriel Popescu   | 2002–2004            | • ehemaliger rumänischer Nationalspieler • in Spanien u. a. für FC Valencia und UD Salamanca und CD Numancia aktiv      |
| Nádson            | 2003–2008            | • ehemaliger brasilianischer Nationalspieler • Fußballer des Jahres in Südkorea 2004                                    |
| Mato Neretljak    | 2006–2008 2009-heute | • ehemaliger kroatischer Nationalspieler                                                                                |
| Naohiro Takahara  | 2010                 | • aktueller japanischer Nationalspieler • in Deutschland für Eintracht Frankfurt und Hamburger SV aktiv                 |
| Li Weifeng        | 2009–2010            | • ehemaliger chinesischer Nationalspieler                                                                               |
| Cho Won-hee       | 2005–2008 2010-heute | • aktueller südkoreanischer Nationalspieler • in Europa für Wigan Athletic aktiv                                        |
| Lee Woon-jae      | 1996–1999 2002-heute | • ehemaliger südkoreanischer Nationalspieler • Fußballer des Jahres in Südkorea 2008                                    |

## Trainerchronik
Stand: Juli 2022
| Trainer        | Nation   | von               | bis               |
| -------------- | -------- | ----------------- | ----------------- |
| Ho Kim         | Südkorea | 22. Dezember 1995 | 16. Oktober 2003  |
| Cha Bum-kun    | Südkorea | 20. Oktober 2003  | 8. Juni 2010      |
| Yoon Sung-hyo  | Südkorea | 9. Juni 2010      | 12. Dezember 2012 |
| Seo Jung-won   | Südkorea | 12. Dezember 2012 | 28. August 2018   |
| Lee Byung-keun | Südkorea | 29. August 2018   | 14. Oktober 2018  |
| Seo Jung-won   | Südkorea | 15. Oktober 2018  | 2. Dezember 2018  |
| Lee Lim-saeng  | Südkorea | 3. Dezember 2018  | 16. Juli 2020     |
| Joo Seung-jin  | Südkorea | 16. Juli 2020     | 8. September 2020 |
| Park Kun-ha    | Südkorea | 8. September 2020 | 18. April 2022    |
| Lee Byung-geun | Südkorea | 18. April 2022    | heute             |

## Saisonplatzierung
| Saison | Liga       | Level | Platz | FA Cup            | AFC CL        |
| ------ | ---------- | ----- | ----- | ----------------- | ------------- |
| 1996   | K League 1 | 1     | 2.    | Finale            |               |
| 1997   | K League 1 | 1     | 5.    | Viertelfinale     |               |
| 1998   | K League 1 | 1     | 1.    | Viertelfinale     |               |
| 1999   | K League 1 | 1     | 1.    | 1. Runde          |               |
| 2000   | K League 1 | 1     | 5.    | Viertelfinale     |               |
| 2001   | K League 1 | 1     | 3.    | 1. Runde          |               |
| 2002   | K League 1 | 1     | 3.    | Sieger            |               |
| 2003   | K League 1 | 1     | 3.    | Sechzehntelfinale |               |
| 2004   | K League 1 | 1     | 1.    | Achtelfinale      |               |
| 2005   | K League 1 | 1     | 10.   | Achtelfinale      | Gruppenphase  |
| 2006   | K League 1 | 1     | 2.    | Finale            |               |
| 2007   | K League 1 | 1     | 3.    | Achtelfinale      |               |
| 2008   | K League 1 | 1     | 1.    | Achtelfinale      |               |
| 2009   | K League 1 | 1     | 10.   | Sieger            | Achtelfinale  |
| 2010   | K League 1 | 1     | 7.    | Sieger            | Viertelfinale |
| 2011   | K League 1 | 1     | 4.    | Finale            | Halbfinale    |
| 2012   | K League 1 | 1     | 4.    | Viertelfinale     |               |
| 2013   | K League 1 | 1     | 5.    | Achtelfinale      | Gruppenphase  |
| 2014   | K League 1 | 1     | 2.    | Sechzehntelfinale |               |
| 2015   | K League 1 | 1     | 2.    | Sechzehntelfinale | Achtelfinale  |
| 2016   | K League 1 | 1     | 7.    | Sieger            | Gruppenphase  |
| 2017   | K League 1 | 1     | 3.    | Halbfinale        | Gruppenphase  |
| 2018   | K League 1 | 1     | 6.    | Halbfinale        | Halbfinale    |
| 2019   | K League 1 | 1     | 8.    | Sieger            |               |
| 2020   | K League 1 | 1     | 10.   | Viertelfinale     | Viertelfinale |
| 2021   | K League 1 | 1     | 6.    | Viertelfinale     |               |
| 2022   | K League 1 | 1     | 10.   | Viertelfinale     |               |
| 2023   | K League 1 | 1     | 12. ▼ |                   |               |
| 2024   | K League 2 | 2     |       |                   |               |